# Benjamin Jonas
Benjamin Jonas (* 22. Februar 1990 in Berlin) ist ein ehemaliger deutscher Leichtathlet, der insbesondere im 400-Meter-Lauf aktiv war.
Benjamin Jonas begann bei der LG Nike Berlin, später startete er für die LG Eintracht Frankfurt und wurde dort von Volker Beck trainiert. Der damalige Polizei-Kommissaranwärter schaffte national erstmals 2011 bei den U23-Meisterschaften mit dem dritten Rang über 400 Meter und mit der 4-mal-400-Meter-Staffel als Vizemeister Podiumsplatzierungen bei Freiluftmeisterschaften, in der Halle erreichte er 2009 die Vizemeisterschaft. Seine persönliche 400-Meter-Bestleistung von 46,81 s erreichte er 2011, es war zugleich der U23-Hessenrekord. International wurde er bei den Juniorenweltmeisterschaften 2007 in Ostrava Fünfter seines Halbfinales. Zwei Jahre später gewann er mit der Staffel 2009 bei den U20-Europameisterschaften die Silbermedaille, 2011 wurde Jonas mit der Staffel Fünfter. Bei der Mannschafts-Europameisterschaft 2011 in Bergen gewann er mit dem deutschen Team die Bronzemedaille. Bei den deutschen Meisterschaften 2012 in Wattenscheid kam er auf den fünften Rang und verpasste damit um einen Rang die Qualifikation für die 4-mal-400-Meter-Staffel Deutschlands bei den Olympischen Spielen 2012 in London. Da sich der vor ihm als Vierter platzierte Niklas Zender jedoch vor den Spielen verletzte, ersetzte ihn Jonas im deutschen Aufgebot. Zum Einsatz kam er jedoch nicht. Jonas beendete seine aktive Laufbahn nach der Saison 2015.

## Belege
1. ↑  Benjamin Jonas: Bin ein guter Staffelläufer. (Memento vom 7. Dezember 2019 im Internet Archive) Abgerufen am 7. Dezember 2019.

| Personendaten    | Personendaten          |
| ---------------- | ---------------------- |
| NAME             | Jonas, Benjamin        |
| KURZBESCHREIBUNG | deutscher Leichtathlet |
| GEBURTSDATUM     | 22. Februar 1990       |
| GEBURTSORT       | Berlin, Deutschland    |